# 68 f.Kr.
| 68 f.Kr.           |
| ------------------ |
| Dødsfald - Fødsler |

## Begivenheder
- Julius Cæsar bliver valgt til kvæstor, og sendes til Spanien for at hjælpe med administration af provinskassen

## Dødsfald
- Antiochos fra Askalon, græsk filosof
- Cornelia, Julius Cæsars kone